# Bohdan Kordiuk
Bohdan Iwan Kordiuk (ukr. Богдан-Іван Кордюк; ur. 17 stycznia 1908 we Lwowie, zm. 26 lutego 1988 w Monachium) – ukraiński działacz nacjonalistyczny.
Skazany na 1,5 roku więzienia za organizację napadu na wóz pocztowy pod Bóbrką 30 lipca 1930. Krajowy prowidnyk OUN od sierpnia 1932 do stycznia 1933. Odwołany ze stanowiska z powodu nieudanego napadu na pocztę w Gródku Jagiellońskim 30 listopada 1932. W OUN działał pod pseudonimami „Dik”, „Nowyj”, „Snip”, wskutek swojej działalności wielokrotnie aresztowany przez polską policję. Od 1933 r. na emigracji.
W latach 1937–1941 był asystentem na uniwersytecie w Berlinie. Później więziony w niemieckich obozach koncentracyjnych, między innymi w Auschwitz (numer obozowy 124740).
Po wojnie profesor geologii Ukraińskiego Techniczno-Gospodarczego Instytutu w Monachium. Był autorem wielu artykułów na temat Bliskiego Wschodu i stosunków żydowsko-ukraińskich. Był członkiem przedstawicielstwa UHWR. Od 1954 r. jeden z głównych członków emigracyjnej OUN. Od 1957 r. kierował redakcją „Ukraińskiego Samostijnyka”, później był członkiem kolegium redakcyjnego „Suczasnist”.

## Literatura
- Roman Wysocki: Organizacja Ukraińskich Nacjonalistów w Polsce w latach 1929–1939, Lublin 2003, wyd. Wydawnictwo UMCS, ISBN 83-227-2101-3.